# Замок Кунетицка-Гора
Замок Кунетицка-Гора (чеш. Hrad Kunětická hora, нем. Burg Kunetitzer Berg) — средневековый замок в Чехии, основанный в XIV веке и сыгравший заметную роль во время гуситских войн. Замок расположен на одноимённой возвышенности недалеко от Пардубице.

## История замка
Археологические исследования показали, что замок на Кунетицка-Горе существовал уже во 2-й половине XIV века. Вполне возможно, учитывая его стратегическое положение, что замок первоначально принадлежал королю Чехии и был возведён по его указанию.
В 1420 году замок перешёл под контроль гуситских войск и стал одной из их важнейших стратегических опорных точек. В замке разместился гуситский гетман Дивиш Боржек из Милетина, при котором в 1423 году замок был перестроен в горную гуситскую крепость, способную принять на зимовку большое количество войск. Замок стал военно-административным центром окрестных владений Дивиша Боржека, полученных им в результате завоеваний (в состав которых, в частности, вошли земли разорённого Опатовицкого монастыря).
На сословном сейме 1436 года в Праге король Сигизмунд Люксембургский официально подтвердил право собственности Дивиша Боржека на фактически принадлежавшие ему замок Кунетицка-Гора, городок Богуданеч и более 50-ти деревень бывшего Опатовицкого монастыря. После смерти Дивиша Боржека в 1437 году замок Кунетицка-Гора унаследовал его сын Собеслав Калека, верный сторонник Йиржи из Подебрад, которому он в 1464 году и продал замок.
Король Йиржи из Подебрад передал замок Кунетицка-Гора своим сыновьям, один из которых, Йиндржих I из Подебрад, в 1491 году продал замок вместе с кунетицким панством Вилему II из Пернштейна. Во владении Пернштейнов замок в 1491—1548 годах претерпел масштабную реконструкцию в ренессансном стиле с элементами поздней готики. В 1509 году во внутреннем дворе замка была возведена цилиндрическая башня. В 1560 году Ярослав из Пернштейна продал кунетицкое панство вместе с замком королевской казне.

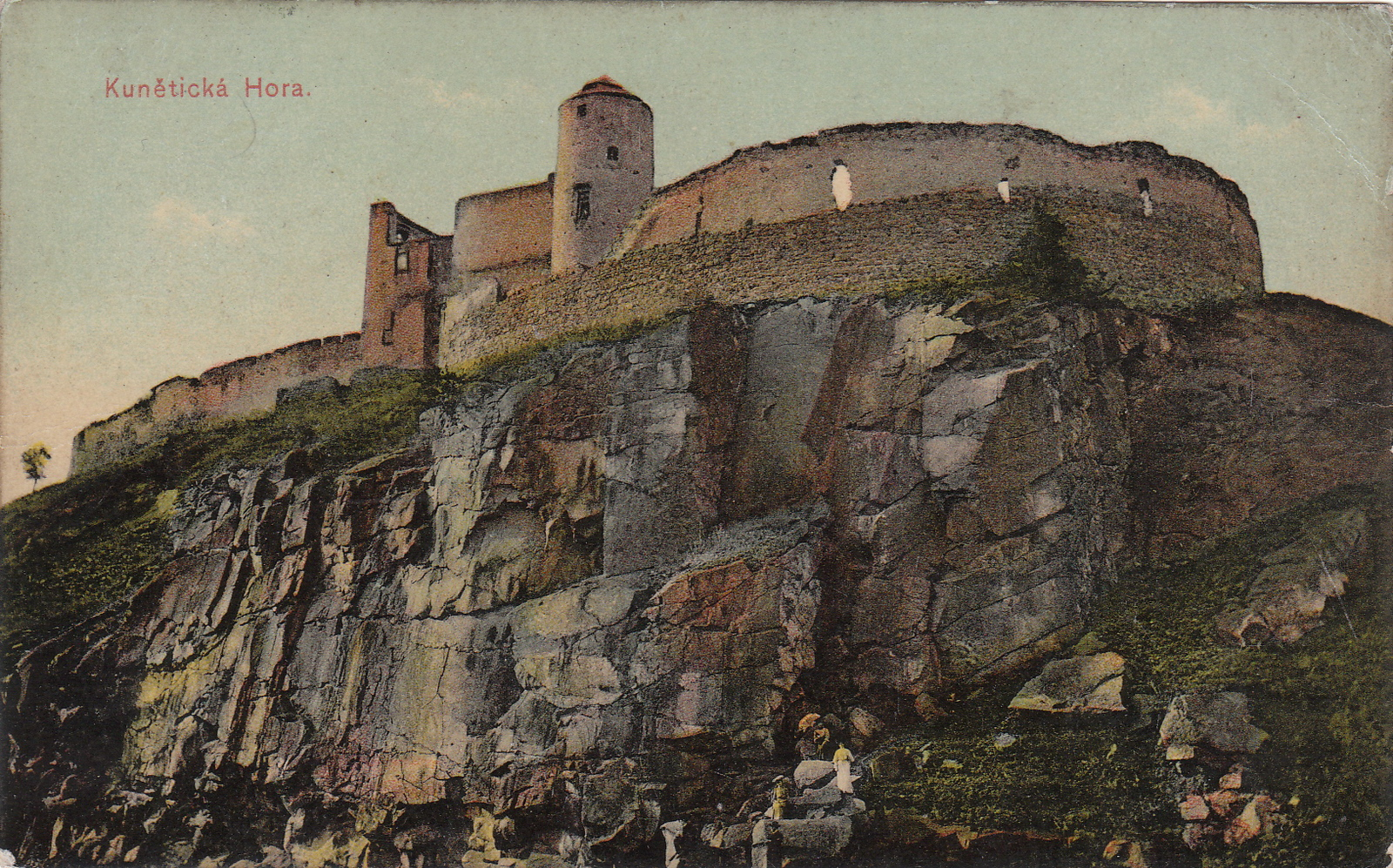
Развалины замка Кунетицка-Гора. 1911 год.

Во время Тридцатилетней войны замок приобрёл стратегическое значение и 17 ноября 1645 года был захвачен шведскими войсками генерала Торстенссона. Замок был разграблен, сожжён и сильно разрушен. Разрушение замка постепенно продолжалось вплоть до начала XX века, прежде всего, благодаря тому, что замок буквально разбирали по камням (особенно с юго-западной стороны), которые использовали на строительстве других объектов. Это привело к тому, что в 1884 году часть замка обрушилась с западной и юго-западной стороны. Несмотря на то, что в XIX веке всё же предпринимались различные усилия по спасению и охране впечатляющих руин замка, это не привело к остановке его продолжающегося разрушения. Пожар 1896 года уничтожил все хозяйственные постройки у подножия замка.
Ситуация начала меняться, когда в 1917 году замок был арендован, а в 1919 году выкуплен Пардубицким музейным обществом. Попечение над руинами замка взяло на себя учреждённое в 1920 году кунетицкое товарищество. В 1923—1928 годах был проведён ремонт замка по проекту архитекторов Д. Юрковича и Яна Пацла. Целью ремонта было, однако, не восстановление исторического памятника, а использование замка в коммерческих целях: были восстановлены некоторые стилизованные комнаты замкового дворца, где разместили экспозиции, и построен ресторан.
После Второй Мировой войны в замке был проведен капитальный ремонт и проведены работы по укреплению скалы в целях предотвращения обрушения. В 1953 году замок был национализирован правительством Чехословакии. В 70-х годах по причине неудовлетворительного состояния замок был закрыт для посещения. Замок открыли после реставрации только в 1993 году, однако восстановительные работы продолжаются и по сей день. В настоящее время замок является крупным туристическим центром в районе Пардубице, на его территории регулярно проводятся театральные, музыкальные и исторические мероприятия.